# Dumitru Hubert
Dumitru Hubert (* 3. September 1899 in Bukarest; † 27. August 1934 in Brașov) war ein rumänischer Pilot und Bobfahrer. 1933 wurde er gemeinsam mit Alexandru Papană Weltmeister im Zweierbob.
Dumitru Hubert war – wie sein Freund Papană – Angehöriger der rumänischen Luftwaffe und betätigte sich ebenso wie dieser als Kunstflieger. 1932 starteten die beiden Männer gemeinsam bei den Olympischen Spielen in Lake Placid und belegte den vierten Platz im Zweierbob. Hubert und Papană  nahmen auch mit Ulise Petrescu und Alexandru Ionescu an den olympischen Rennen im Viererbob teil; das rumänische Team belegte Rang sechs. Im Jahr darauf wurden Papană und Hubert in Schreiberhau Weltmeister im Zweierbob. Bei den Bob-Weltmeisterschaften im Jahr darauf im schweizerischen Engelberg errangen sie die Bronzemedaille. Im August 1934 verunglückte Hubert bei einer Flugschau in Brașov vor 10.000 Zuschauern. Seine Maschine kollidierte in der Luft mit einem anderen Flugzeug, und er war auf der Stelle tot.
Hubert liegt auf dem Bukarester Friedhof Cimitirul Șerban Vodă, im Volksmund Bellu-Friedhof genannt, begraben. Sein Grabstein des Bildhauers Iosif Fekete steht unter Denkmalschutz. In der rumänischen Hauptstadt ist auch eine Straße nach ihm Strada Capitan Aviator Dumitru Hubert benannt.